# King Edward VII Land
King Edward VII Land, også Edward VII Peninsula, er en stor, isdækket halvø som udgør den nordvestlige del af Marie Byrd Land i Antarktis. King Edward VII Land stikker ud i Rosshavet og er defineret af Rossbarrieren i sydvest, Okuma Bay i vest og Sulzberger Bay og Saunders Coast i øst.
Den vestlige kyst hedder Shirase Coast efter løjtnant Nobu Shirase som ledede den japanske antarktisekspedition 1910–1912, mens i nord og øst befinder Swinburne-isshelfen sig.
Området blev opdaget 30. januar 1902 af Discovery-ekspeditionen ledet af Robert Falcon Scott, som kaldte halvøen King Edward VII Land efter den britiske monark. Området blev udforsket under Nimrod-ekspeditionen 1907–09 under ledelse af Ernest Shackleton.
Størstedelen af halvøen ligger indenfor Ross Dependency, New Zealands krav i Antarktis.